# Konrad Kachelofen

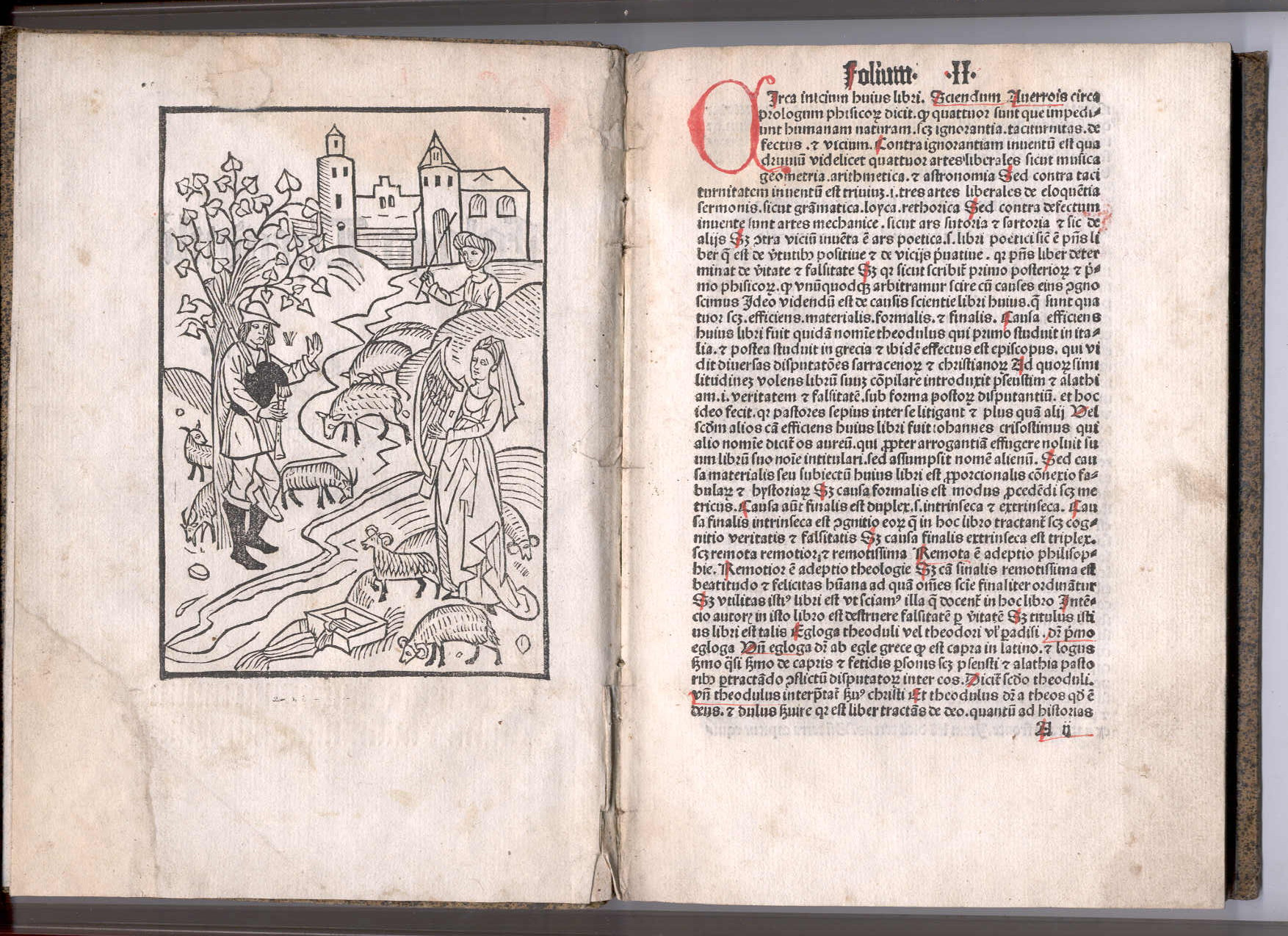
Theodulus, Ecloga, Inkunabeldruck von Konrad Kachelofen, Leipzig 1492

Konrad Kachelofen (* um 1450 in Varsberg bei Metz; † vermutlich 1529 in Leipzig; auch Contze Holtzhusen) war einer der ersten Leipziger Buchdrucker der Inkunabelzeit und zugleich als Verleger und Buchhändler tätig.

## Leben
Konrad Kachelofen erwarb anno 1476 das Leipziger Bürgerrecht und arbeitete zunächst als Kaufmann im Papier- und Weinhandel. Hierdurch erwarb er sich offenbar einen ansehnlichen Kapitalstock, der zur Grundlage seines nachhaltigen Erfolges als Buchdrucker, Verleger und Buchhändler wurde. Neben der Leipziger Druckerwerkstatt betrieb Kachelofen auch eine an seine Offizin angeschlossene Buchhandlung sowie einen kleinen Weinausschank.
Der Zeitpunkt des Beginns seiner Druckertätigkeit kann nicht mit absoluter Sicherheit bestimmt werden. Das früheste Druckwerk scheint nach heutiger Erkenntnis die am 1. Oktober 1483 vollendete Schrift Passio Pragensium gewesen zu sein. Kachelofen arbeitete seit 1489 auch als Lohndrucker, u. a. im Auftrag des Buchhändlers Johann Schmiedhöfer, der als Buchführer für Peter Drach vor allem in Böhmen und Mähren tätig war. Anno 1495 zwang ihn eine Pestepidemie zur Flucht aus Leipzig. Mit allen für seine Druckertätigkeit nötigen Typen und Pressen begab er sich nach Freiberg. Dort vollendete er im November desselben Jahres das Missale Misnense. Mit dem Auftrag zur Herstellung dieses Messbuches für die Diözese Meißen hatte ihn der dortige Bischof Johann von Salhusen betraut. Spätestens 1497 kehrte Konrad Kachelofen nach Leipzig zurück. Sein Schwiegersohn Melchior Lotter der Ältere war seit ca. 1500 an der Druckerei beteiligt. Kachelofen zog sich wohl 1516 aus dem aktiven Geschäft zurück. Den Betrieb führte Melchior Lotter weiter. Konrad Kachelofen verstarb wahrscheinlich anno 1529 in Leipzig.

## Werk

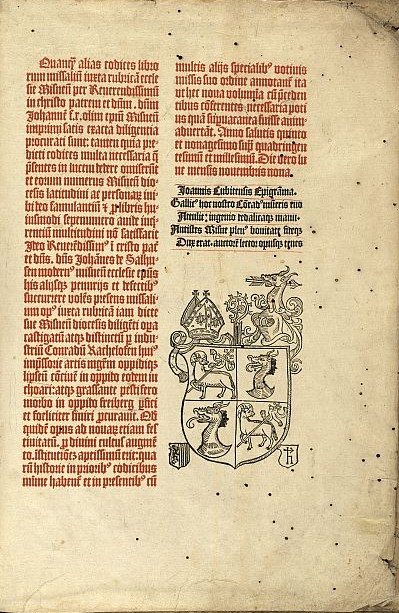
Missale Misnense, gedruckt von Konrad Kachelofen 1495; Kolophon

Kachelofens verlegerisches Programm war umfangreich und inhaltlich vielseitig, wobei Werke in lateinischer Sprache im Vordergrund standen. Er druckte die damals gängigen theologischen und philosophischen Schriften (u. a. von Thomas von Aquin und Albertus Magnus), außerdem Wörter- und Schulbücher sowie klassische Texte antiker Autoren (z. B. Platon, Ovid und Seneca). Letztere waren in der Regel für den Leipziger Universitätsbetrieb bestimmt. Daneben brachte Kachelofen auch einige Werke zeitgenössischer Humanisten (z. B. Paulus Niavis, Konrad Celtis und Poggio Bracciolini) zur Ausgabe. Zu Konrad Celtis standen er und sein Halbbruder, der Ingolstädter Drucker Johann Kachelofen, auch in einer engen persönlichen Beziehung. An liturgischen Schriften druckte Konrad Kachelofen u. a. einen deutschsprachigen Psalter, einen lateinischen Psalter, das im Freiberger Exil vollendete Missale Misnense und das Missale Pragense.
Auch einige deutschsprachige Titel entstammten seiner Leipziger Offizin. So setzte er u. a. den bereits genannten deutschsprachigen Psalter, die Predigten des Johannes Tauler, Johannes von Saaz’ Ackermann von Böhmen, Johannes Widmanns Rechnung auf alle Kaufmannschaft sowie die Titel Freidanck und Salomon und Marcolf ins Werk. Außerdem sind noch einige Einblattdrucke in deutscher Sprache erhalten.
Konrad Kachelofen besaß über ein Dutzend verschiedener Typenalphabete und verfügte des Weiteren über zahlreiche Lombarden und drei Druckermarken (auch: Druckersignete). Die bekannteste dieser Druckermarken zeigt einen knienden bärtigen Türken, der das Wappen der Stadt Leipzig und die Handelsmarke Konrad Kachelofens hält. Als Vorlage diente ein Kupferstich Martin Schongauers.